# Cosmosoma nothina
Cosmosoma nothina är en fjärilsart som beskrevs av William Schaus 1929. Cosmosoma nothina ingår i släktet Cosmosoma och familjen björnspinnare. Inga underarter finns listade i Catalogue of Life.